# Kloster Buzay
Das Kloster Buzay (Buzaium) ist eine ehemalige Zisterzienserabtei in der Gemeinde Rouans im Département Loire-Atlantique, Region Pays de la Loire, in Frankreich. Es liegt rund 30 km westlich von Nantes am Südufer der Loire im Pays de Retz.

## Geschichte
Das Kloster wurde 1135 und wegen mangelnder Unterstützung nochmals 1144 auf Bitten von Ermengarde von Anjou, der Herzogin der Bretagne, nach Intervention von Bernhard von Clairvaux bei ihrem Sohn, Herzog Conan III. der Bretagne, gegründet und wuchs rasch. Es legte die umliegenden Moore trocken und baute den Kanal zwischen Messon und der Loire. Die zwei wichtigsten Grangien waren Buzon und Villeneuve; Letztere wurde später selbstständige Abtei. Auf der ehemaligen Insel Bouin besaß das Kloster Salzgärten. Tochtergründungen waren Kloster Vieuville, Kloster Villeneuve (1202), Kloster Prières (1251) und wohl auch das spätere Kloster La Blanche (Noirmoutier), das zunächst auf einer kleinen Insel entstand. Kirche und Kreuzgang wurden 1755 wieder hergestellt. In der Französischen Revolution wurde sie aufgelöst und 1793 von Insurgenten aus der Vendée zerstört. Der Altar im Stil Louis XV. kam in die Kirche von Paimbœuf. Verschiedene weitere Ausstattungsstücke kamen in andere Kirchen. Das Klostergelände ist jetzt ein landwirtschaftliches Anwesen.

## Bauten und Anlage
Vom Kloster haben sich ein rund 25 m hoher, gegen Ende des 18. Jahrhunderts erneuerter Turm und verschiedene Mauerstücke erhalten.